# 統一超商
統一超商（中国語：トンイー・チャオシャン　日本語：とういつちょうしょう、英語：President Chain Store Corporation 略称：統一超）は台湾でセブン-イレブン（7-Eleven、以下セブン、または統一超）ブランドのコンビニエンスストアを運営する統一企業グループの小売業者。

## 概要
1987年の発足に先立ち親会社の統一企業により1978年に前身となる統一超級商店1号店をオープン、2021年末時点で業界最多の6,379店舗（前年比355店増）を有し、日本同様に最大のライバルは同年末時点で3,980店舗（前年比210店増）を展開する業界2位の全家便利商店（ファミリーマート、以下ファミマ）で、2社は超商雙雄（コンビニ界の2巨頭）と呼ばれている。また、超商雙雄にOK超商と萊爾富便利商店を加えて四大超商（四大コンビニ）とも呼ばれる。
台湾では各店舗は「○○門市」と表記される。台湾国外にも進出し、中国大陸では完全子会社が上海を中心に90店舗、出資比率55%の統一銀座が山東省で約300店舗、出資比率52.22%のフィリピンでも2,864店舗を運営（2019年12月時点）。特にフィリピンでは2015年時点でファミリーマート、ミニストップ、ローソン、サークルKの他社を店舗数で圧倒し、統一超にとって同国は台湾国外に於ける最大の稼ぎ頭に成長していた。
2000年に米国セブンから永久ライセンスを取得している。日本のセブン&アイ・ホールディングスとは資本関係はない。市民からは「小七（セブンちゃん）」の別称で親しまれている。
2014年の香港紙852郵報調べでも面積あたりの店舗数では都市国家の澳門・香港よりは少ないが、日韓両国よりも密度は高く、人口1万人あたりの店舗数では2.10店とセブン進出各国で最多であり、以下のように2020年の統計でも変わっていない。
| ブランド | 地域         | A.店舗数 | B.国土面積 (平方km) | C.密度 （件/1平方km） （A/B） | D.人口 （万人） | 人口1万人 あたり店舗数 （A/D） |
| --- | ------------ | -------- | ------------------- | ----------------------------- | --------------- | ------------------------------ |
| セブン | 日本         | 20,981   | 377,970             | 0.056                         | 12,583.6        | 1.67                           |
| ファミマ | 日本         | 16,663   | 377,970             | 0.044                         | 12,583.6        | 1.32                           |
| ファミマ | 台湾         | 3,770    | 36,197              | 0.104                         | 2,356           | 1.60                           |
| セブン | 台湾         | 6,024    | 36,197              | 0.166                         | 2,356           | 2.56                           |
| OK超商 （旧サークルK）                                                                                             | 台湾         | 750      | 36,197              | 0.021                         | 2,356           | 0.32                           |
| ハイライフ | 台湾         | 1,442    | 36,197              | 0.040                         | 2,356           | 0.61                           |
| セブン | マレーシア   | 2,413    | 330,345             | 0.007                         | 3,236.6         | 0.75                           |
| セブン | シンガポール | 423      | 719                 | 0.588                         | 568.5           | 0.74                           |
| セブン | 澳門         | 51       | 32.9                | 1.550                         | 69.3            | 0.75                           |
| セブン | 香港         | 963      | 1,110               | 0.868                         | 748.2           | 1.29                           |
| セブン | 韓国         | 10,501   | 100,339             | 0.105                         | 5,178.1         | 2.03                           |
| セブン | フィリピン   | 2,978    | 300,000             | 0.010                         | 10,958.1        | 0.27                           |
| セブン | タイ         | 12,432   | 513,120             | 0.024                         | 6,979.9         | 1.78                           |
| *統計に関する出典（国土面積を除いては可能な限り2020年末で揃えている） 註釈 出典 1. 2. 3. 4. 5. 6. 7. 8. 9. 10. 11. |              |          |                     |                               |                 |                                |

## 主な子会社
|                                                             |                                                       |
| グループ企業の商品配送を 担う捷盛運輸                       | 無印良品南京門市 （微風南京）                         |
|                                                             |                                                       |
| セブンに隣接して出店している スターバックス（台北市内湖区） | セブンに隣接して出店している コスメド（基隆市七堵区） |
|                                                             |                                                       |
| 台湾のミスタードーナツ （捷運淡水駅）                       | 台湾のダスキン営業車                                  |

創業20数年で統一流通次集団傘下に以下の各子会社を束ね、サプライチェーンを効率化している。
- 捷盟行銷（1990年三菱食品と合弁で設立した物流子会社[1]）
- 統奕包装（包装資材製造子会社）
- 捷盛運輸（商品配送）
- 楽清服務（清掃子会社。ダスキンとの合弁。1994年より[1]）
  - 統一多拿滋（中国語版）（ミスタードーナツ、2004年より[1]）
- 統一生活事業（ドラッグストア『 コスメド（中国語版）（康是美）』、1995年より[1]）
- 統一型録（通販子会社）
- 悠旅生活事業（スターバックス/星巴克）運営、1997年「統一星巴克股份有限公司」として開始[1]）
- 統一資訊（POS、eコマース部門）
- 首阜企業管理顧問（接客教育）
- 大智通文化行銷
- 統昶行銷
- 統一武蔵野（日本の食品製造武蔵野との合弁、1999年より[18]）
- 台湾無印良品（2003年より[1]）
- 統一速達（中国語版）（ヤマト運輸と合弁、1999年より[1]）
- 統一夢時代（ショッピングモール）
- 統一時代百貨（百貨店）
- 二十一世紀生活事業（フライドチキンチェーン21風味館（中国語版））
- 博客来（書籍通販）
- 愛金卡公司（中国語版）（ICカードicash）
- 統一薬品（中国語版）（製薬、化粧品）
- 台湾家楽福（1987年よりカルフールの台湾展開、比率はフランスカルフールが60%、親会社の統一企業が20.5%、統一超が19.5%となっている[19]。）

### かつての子会社
- 台湾楽天市場（中国語版） - 2007年11月29日に統一超と日本の楽天が合弁会社「台湾楽天市場（中国語版）」設立を発表し[20]、2008年5月より運営を開始したが[21]、2013年6月に楽天が統一超から台湾楽天の株式を買い取り合弁終了[22]。
- 統一上都 - 統一超とサトレストランシステムズ（SRS）との合弁で「和食さと」の台湾展開と運営[23]。2010年に台湾で初出店したが[24]、2016年にSRSが統一超側の保有全株式を買い取り資本関係を解消した[25]。

## 沿革

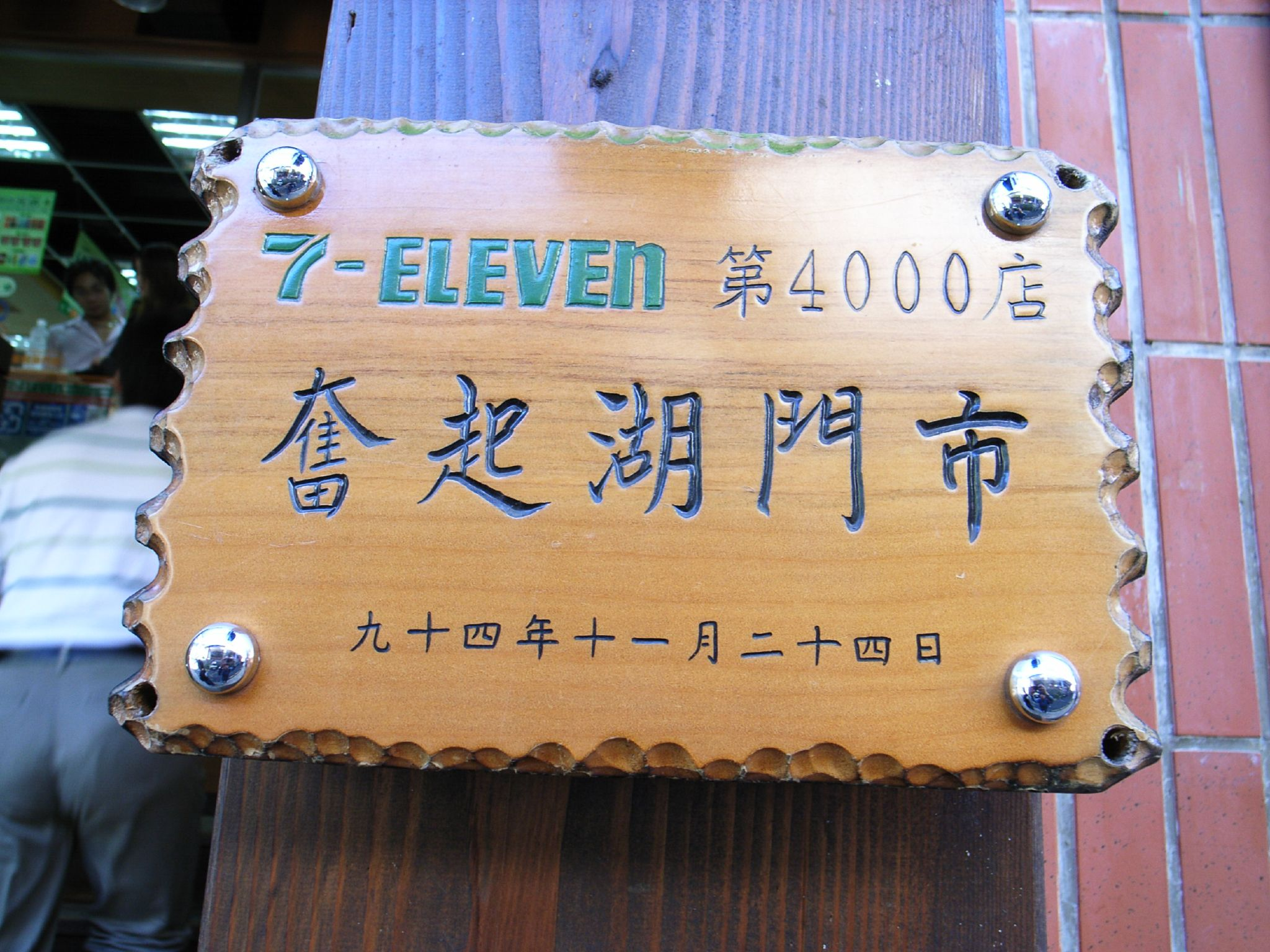
奮起湖門市の「4000号店」看板

- 1978年 - 「統一超級商店股份有限公司」と米国のサウスランド・アイスカンパニーの共同で「統一超級商店」の営業を開始するも経営は芳しくなかった。
- 1980年2月9日 - 第1号店となる7-Eleven「長安門市（その後「鑫長安門市」に改名）」を台北市長安東路一段53巷1-6号で開店し、台湾初の24時間営業のコンビニとなる[26][1]。
- 1982年11月 - 長期間の赤字により、親会社の統一企業「超商事業部」へ吸収[1]。
- 1983年8月2日 - 第70号店「重慶南路門市」を中正区重慶南路一段に出店[27]。
- 1986年4月 - 第100号店「清愿門市」が開店[1]。
- 1987年6月10日 - 統一企業の「超商事業部」から独立し「統一超商股份有限公司」となる[28](p14)。
- 1988年4月 - 第200号店「修斎門市」（台南市北区）開店[1]。
- 1989年4月 - 第300号店「卓越門市」開幕[1]。
- 1990年6月 - 第500号店「捷盟門市」（台北市万華区漢中街（西門町））開店[1]。
- 1995年7月 - 第1,000号店「千成門市」が台北市中正区林森南路で開店[28](p14)。
- 1999年4月 - 離島初店舗を澎湖県に開店[1]。
- 1999年
  - 5月 - 第2,000号店「愿景門市」（桃園県亀山郷）開店[28](p14)。
  - 6月1日 - 金門県初出店[1]
- 2000年
  - 5月 - 上海で「スターバックス」運営子会社「上海星巴克有限公司」設立[1]。
  - 9月 - 台湾鉄路管理局30駅に36店舗の「7-Eleven Express Store」開設[1]。
  - 10月 - 現地企業との合弁（統一側が51%）でフィリピン進出[1]。
- 2002年
  - 4月 - 第3,000号店「承天門市」（台北県土城市）を開店[1]。グループ内の流通効率化を目的に子会社を再編し「統一流通次集団（中国語版）（PCSC）」傘下に集約[29]。
  - 同月 - フォルモサ高速公路東山サービスエリア（中国語版）に出店[1]。
- 2004年 - 中国大陸本土進出[1]。
- 2005年11月 - 第4,000号店「奮起湖門市」（嘉義県竹崎郷）開店[1]。
- 2006年3月31日 - 連江県に業界初進出。南竿郷の「馬祖門市」（清水村）、「南竿門市」（介寿村）の2ヶ所を同時開店[注 2][30][31]。
- 2006年8月 - マルチメディアキオスク（MMK）端末「ibon便利生活站」導入[1]。
- 2007年1月 - 台湾高速鉄道6駅に出店[1]。
- 2008年5月29日 - 統一超商が香港セブンの運営母体である牛奶国際（中国語版、英語版）に競り勝ち中国本土・上海でセブン運営のライセンス取得[32][33]。
  - 9月22日，アジア初となる自社運営のセルフ式ガソリンスタンド併設店舗「G-STORE」を桃園県亀山郷に出店[1][34]。
- 2009年4月30日 - 上海徐匯区、盧湾区、浦東新区で4店舗開店、「統一超商（上海）便利公司」設立[35]。
- 2010年4月 - 悠遊卡公司（中国語版）と共同で悠遊卡の派生版「icash悠遊卡」の発行を開始し、店内決済に導入[36]。
- 2011年12月19日 - 鉄道駅など特殊店舗以外での統一発票を刷新[37]。
- 2014年
  - 4月21日 - 子会社「愛金卡公司（中国語版）]」を設立し、服務商品部が担っていたicash業務を移管[38][39]。
  - 7月11日 - 第5,000号店「好鄰居門市」（高雄市内門区）を開店[40]。
- 2015年1月16日 - 一卡通通證公司（中国語版）の一卡通（iPASS）を店内決済に導入[41]。
- 2016年1月29日 - 通信事業のブランドを「ibon」に統一（「7-mobile」→「ibon mobile」、「7-WiFi」→「ibon WiFi」。
- 2017年
  - 5月19日 - 香港子会社を通じてセブン-イレブン中国（柒一拾壹（中国）商業有限公司）から浙江省エリアの運営権を取得、「統一超商（浙江）便利公司」を設立[42]。
  - 7月27日 - 上海のスターバックス「上海統一星巴克」株式を米国スターバックスに譲渡し同地区から撤退[43][44]。
  - 9月21日 - 建材に閩東石を使用した「坪里門市」（連江県北竿郷）を開店。[45]。
- 2018年6月20日 - グループの定年制度により総経理の陳瑞堂が董事長補佐に退き、副総経理の黄瑞典が昇格[46]
- 2020年1月1日 - 台湾全店舗で制服を刷新[47]。
- 2021年2月20日 - 第6,000号店「鳳儀門市」（高雄市鳳山区）を開店[注 3]。店名は同区内の市定古蹟鳳儀書院（中国語版）に由来[49]。

## 経営陣
2016年、統一企業創業者の高清愿が死去。
1977年に統一企業に入社し、1988年から統一超の総経理を務めた徐重仁は2012年に退任。

## 主なサービス

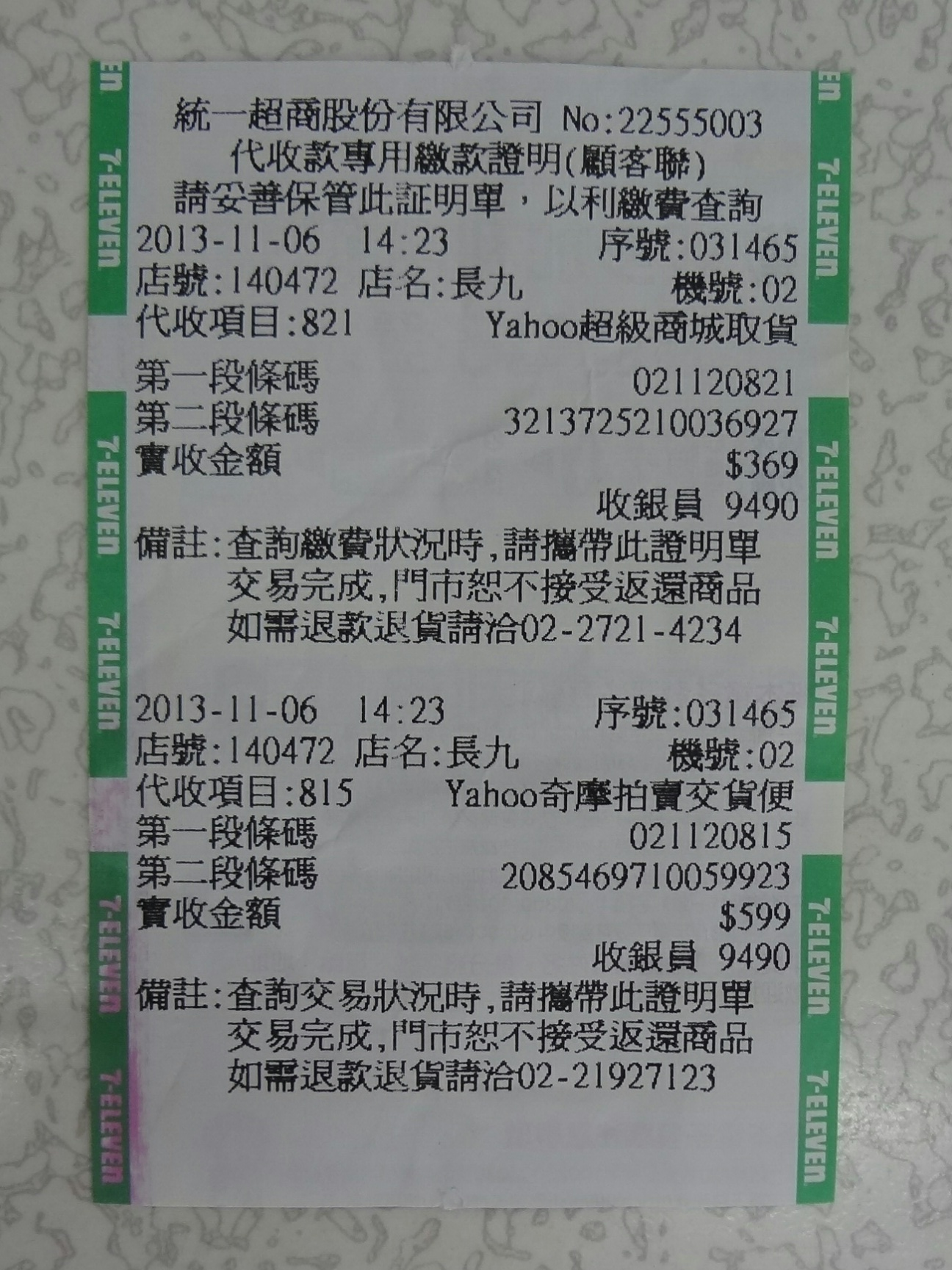
ネット通販の収納代行

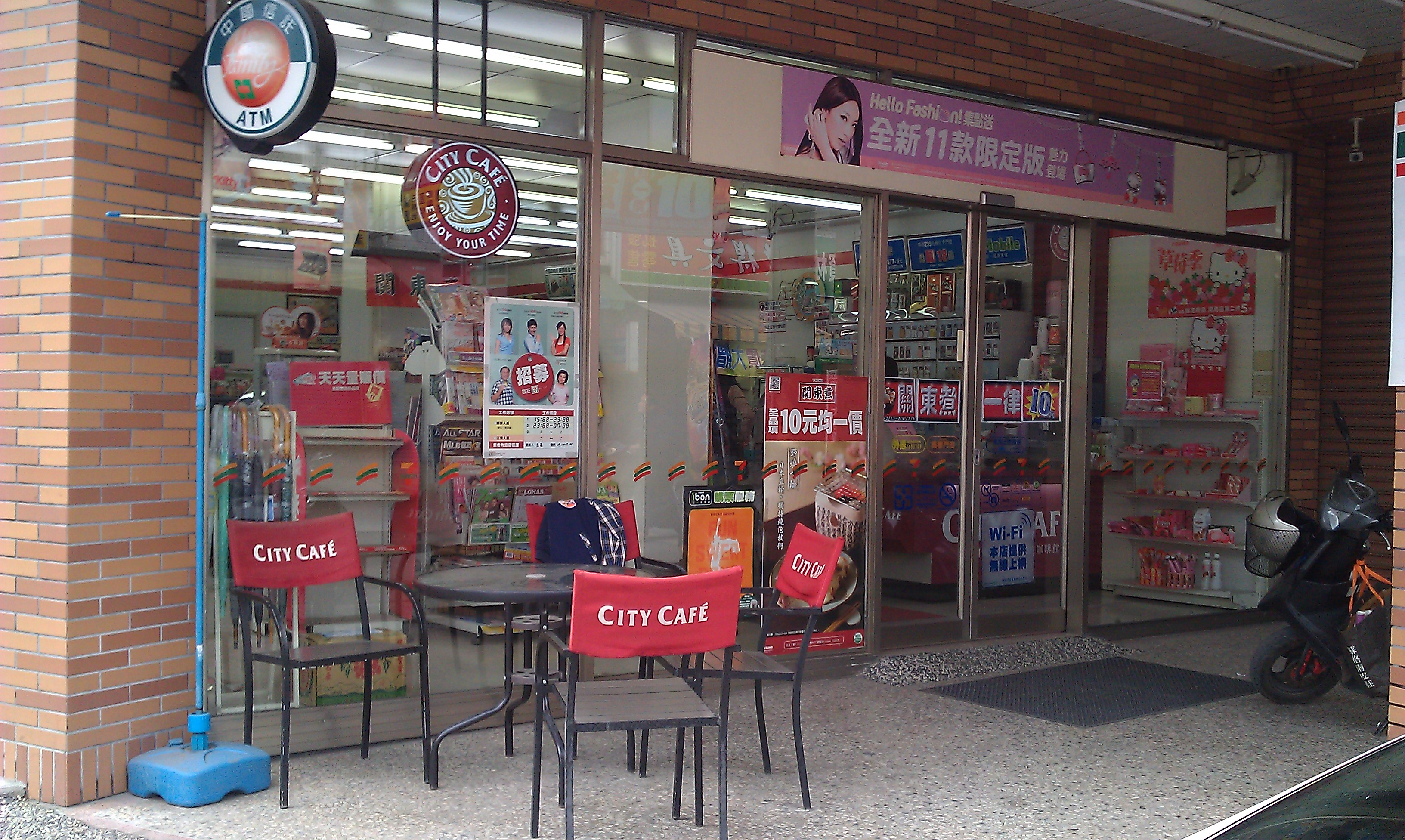
高樹門市のCity Cafe

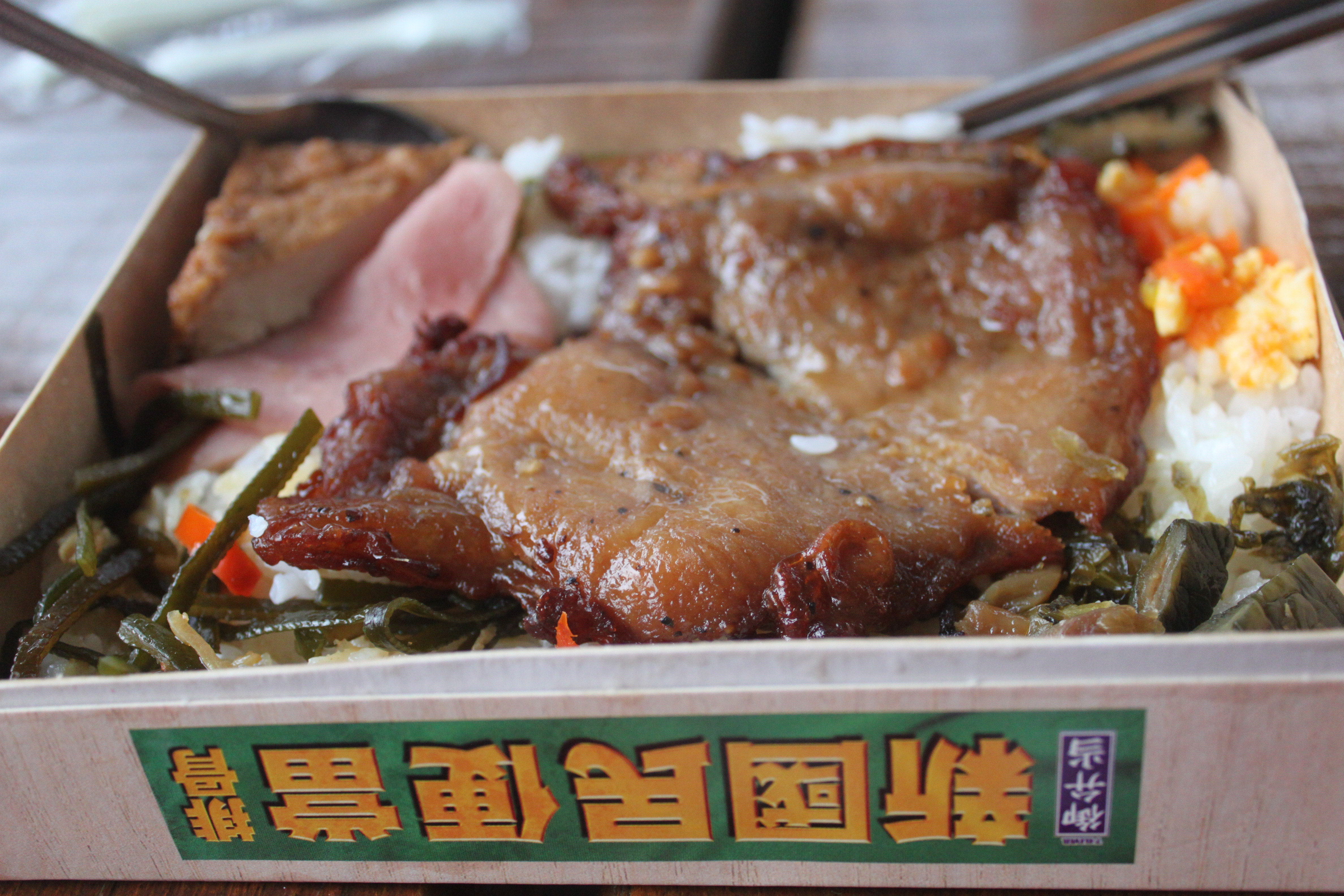
かつて大人気だった新国民弁当

徐重仁は、日米のコンビニ業の発展状況から国内市場は1990年代以降もまだ拡大の余地があると判断した。2000年時点で2,000店舗達成を掲げ、その手段として物販以外の店舗サービス拡大が不可欠として、何度も日本を視察した。徐は日本のコンビニ経営も参考にしつつも、駅ナカでの店舗展開や（2000年。日本は2001年）、コンビニコーヒーの本格展開（2004年）、イートインの本格展開（2003年。日本では2013年以降）、長距離列車の乗車券予約・発券（台湾高速鉄道が2010年、台鉄の乗車券受取が2011年末から。）などでは日本のコンビニに先んじている。

### 収納代行
統一超商も収納代行のサービスを導入している。1998年に国内最大手の中華電信の電話料金支払いを導入したのを皮切りに、ガス代金や駐車料金、水道代、電気代、保険料金、ネット通販など100種以上の収納代行が利用可能となっている。

### 食品
2001年12月から「国民弁当（國民便當）」を展開。
40ニュー台湾ドルから始まり、「新国民弁当」と改名後も55ニュー台湾ドルの価格で庶民に愛されていたが、物価や原材料費上昇に伴い別名にリニューアルされるとともに価格も65-75NT$へ改訂されネットでは消失を惜しむ声が相次いだ。
2006年11月に北米のアイスクリームブランド「コールド・ストーン・クリーマリー」の国内ライセンスを取得、嘉義県発祥の駅弁奮起湖弁当は当初は現地での販売のみだったが2000年代以降は統一超商により全国展開されている。
自社ブランドのコンビニコーヒー「City Cafe」は年間3.2億杯（2018年）の売上でファミマを2億杯上回っている。

### マルチメディアステーション
日本セブンのマルチコピー機やローソン、ミニストップのLoppiに相当する「ibon」が設置されており、鉄道・バスの乗車券やプレイガイドの予約と支払いができるほか、端末で自社系列のicash（愛金卡）だけでなく悠遊卡（Easycard）、一卡通（iPASS）などの各種交通系IC乗車カードの履歴照会（直近6回分）と有料で過去3-30日以内の履歴印字（1ページで最大50回分）が可能となっている。2020年春からは他社同様に新型コロナ防疫におけるマスク実名制での予約・購入機能も付加されている。

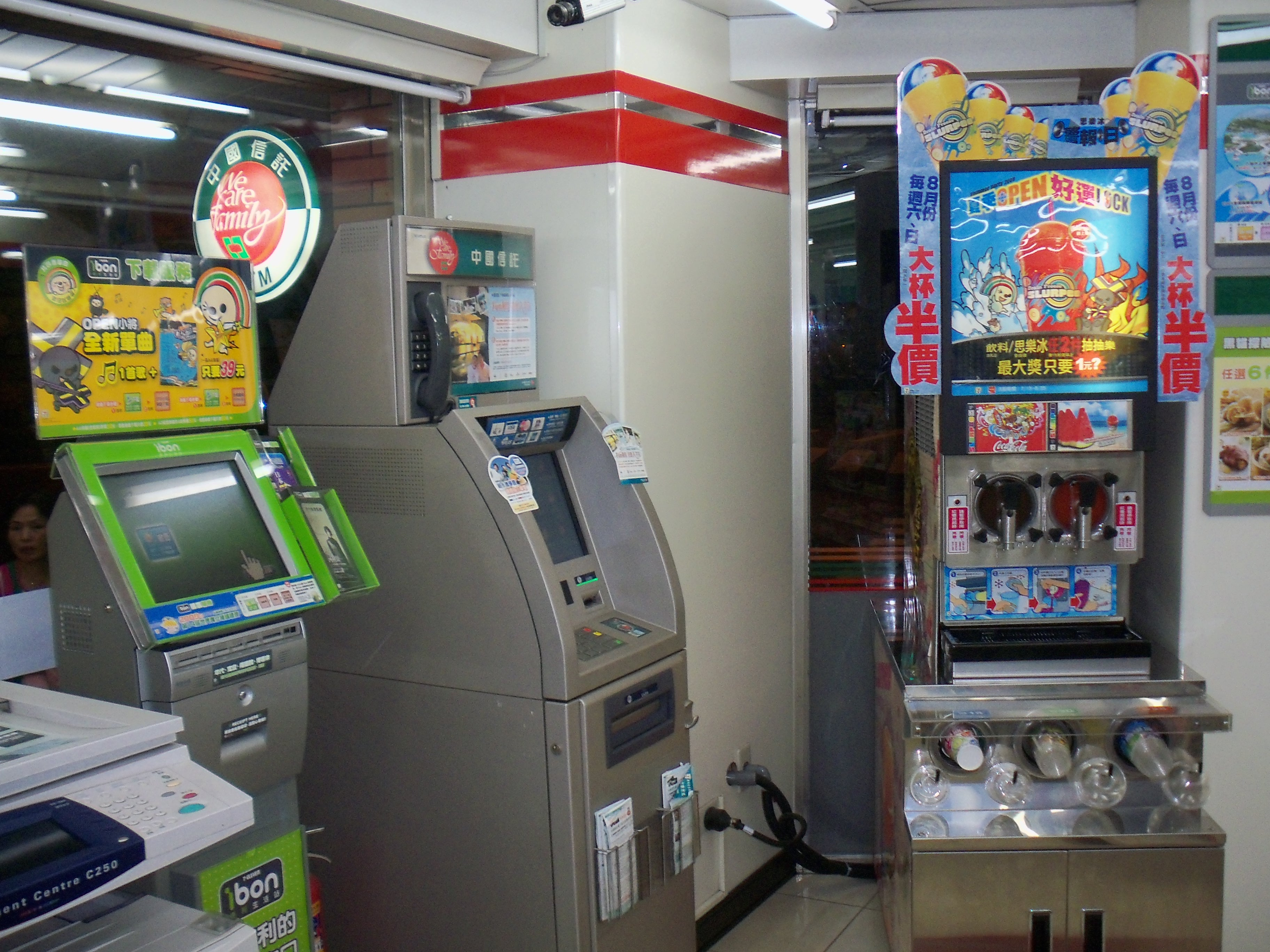
ibon端末とATM
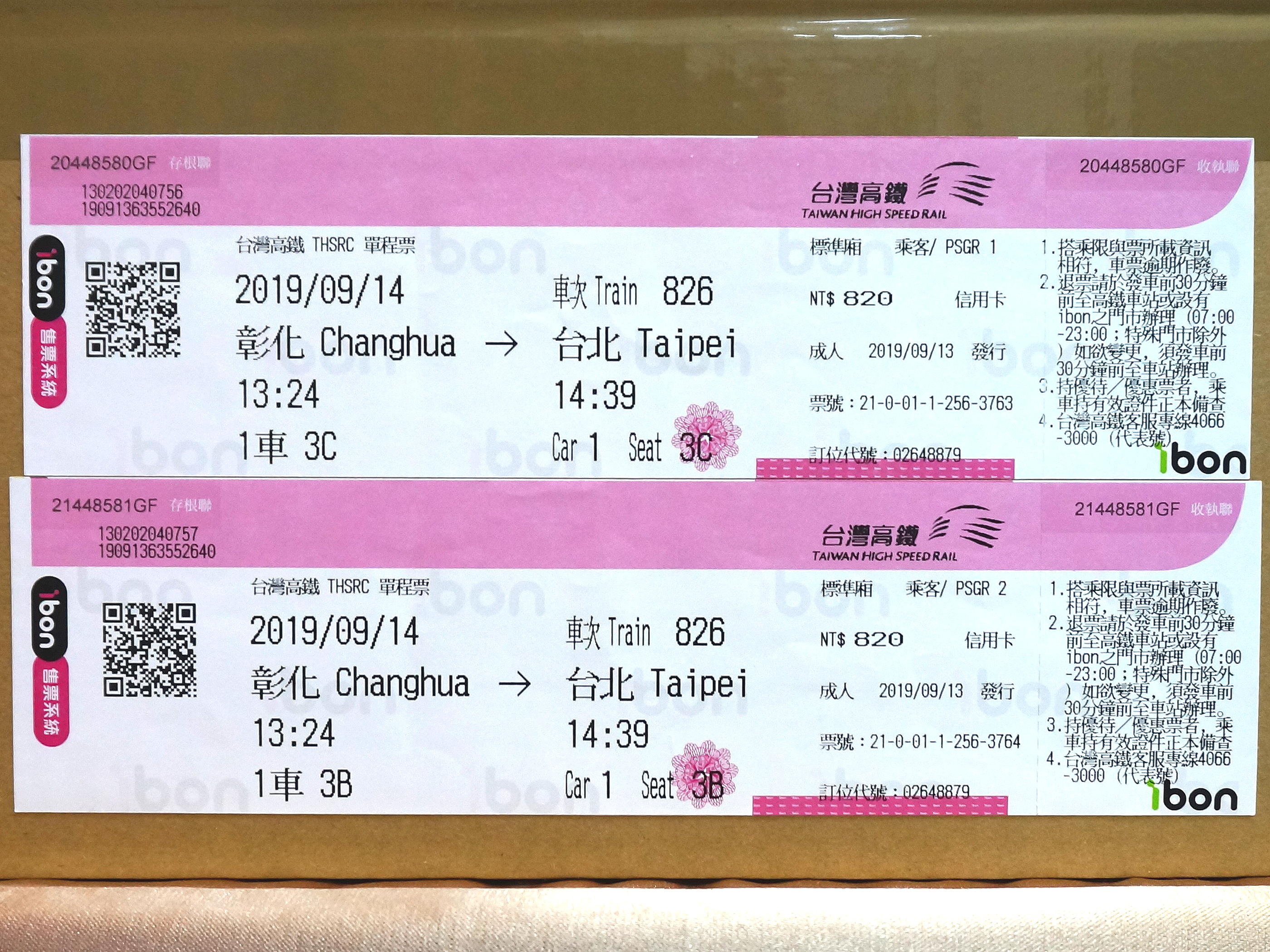
ibonで発券した台湾高速鉄道の乗車券
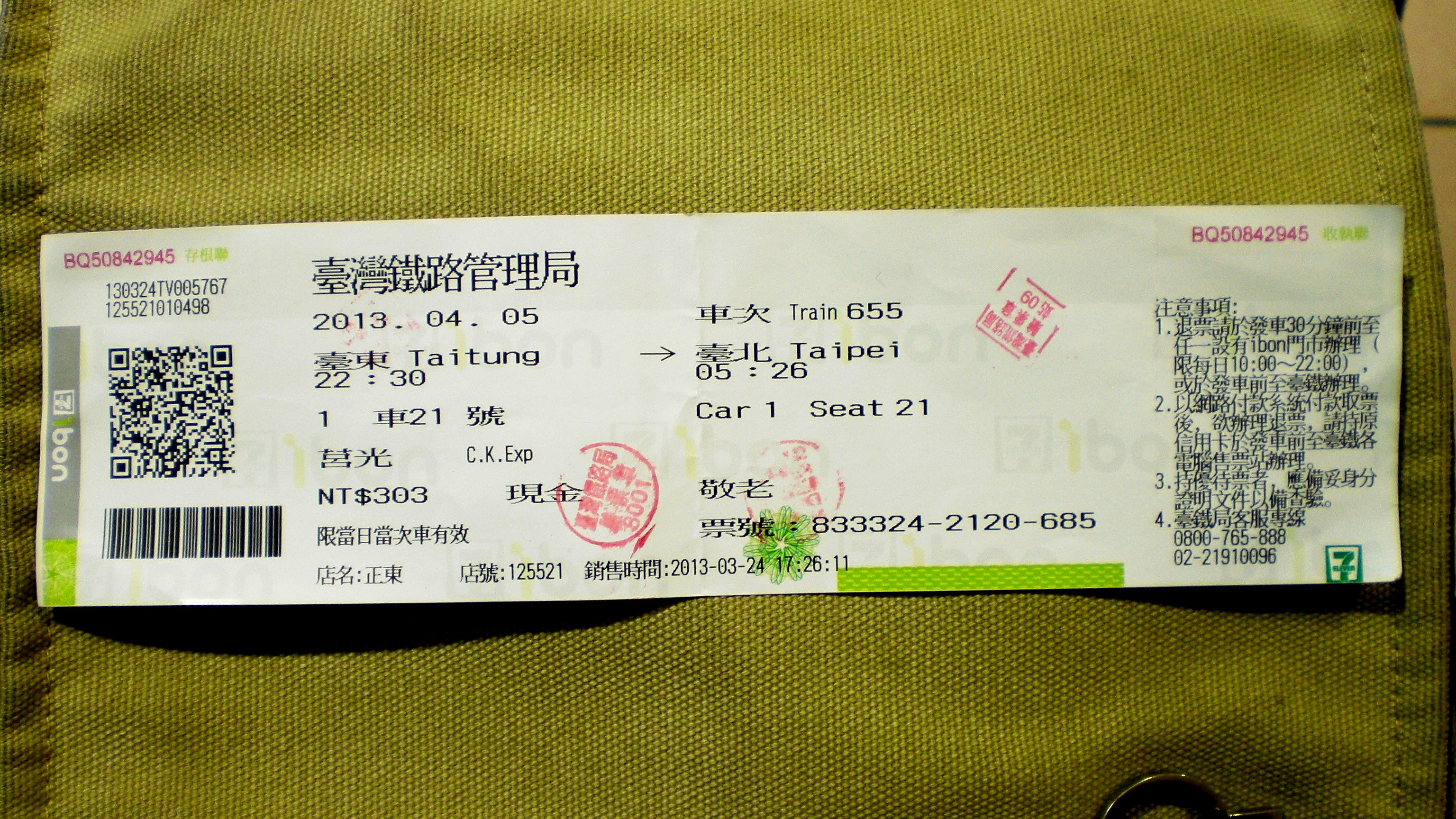
i-bonで発券した台湾鉄路管理局の乗車券
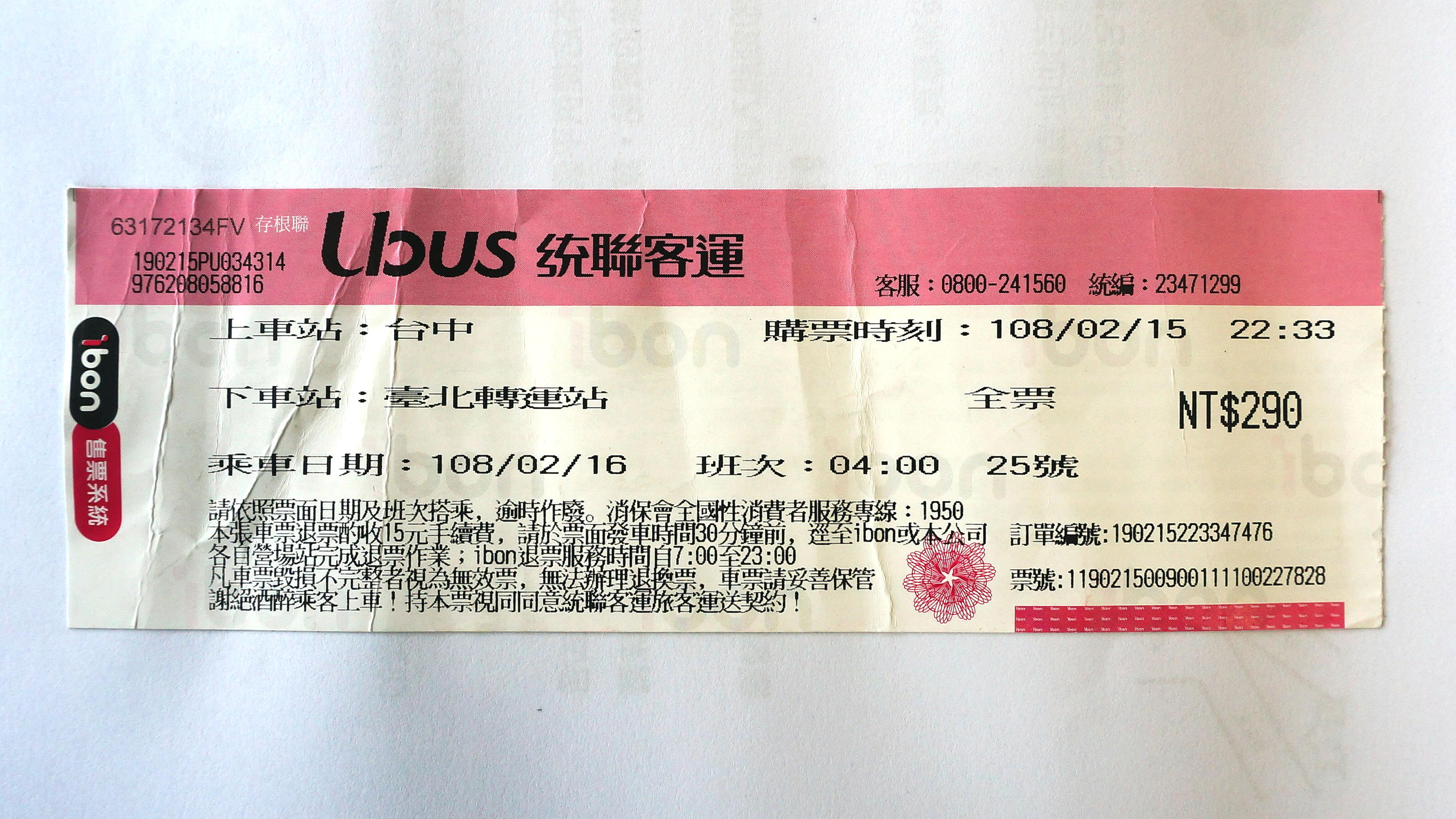
ibonで発券した統聯客運のバス乗車券
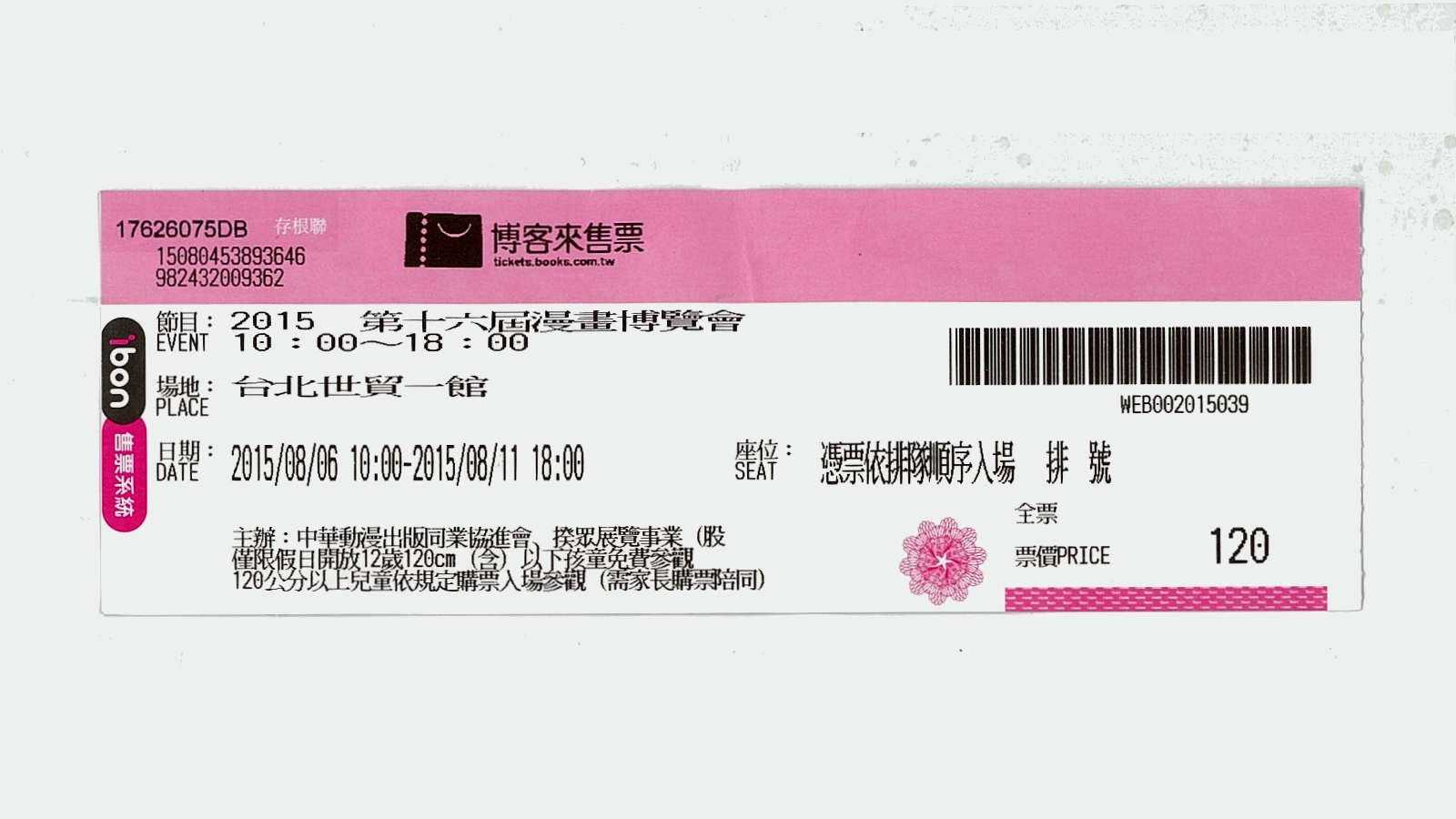
イベントチケット

### キャッシュレス
現金以外にもクーポン券、商品券、icash（2.0以降のみ。1.0は2018年まで）、悠遊卡、一卡通などの自社以外のIC乗車カードによる決済および一部はチャージが可能。2019年夏にLINE Pay決済を導入した。

### 通信事業
統一超商電信が「7-mobile」のブランドで遠傳電信の回線を使用した仮想移動体通信（MVNO）に参入、その後「i-bon mobile」となる。（なお、統一超の子会社である台湾家楽福も「家楽福電信（Carrefour TELECOM）」のブランドで最大手中華電信（2G時代のみ）および、亜太電信（2G、3Gおよび4G）の回線を借りてMVNOを展開している）
プリペイド型SIMカードは外国人旅行者でも利用可能。

## 特徴のある店舗
- スタジアム

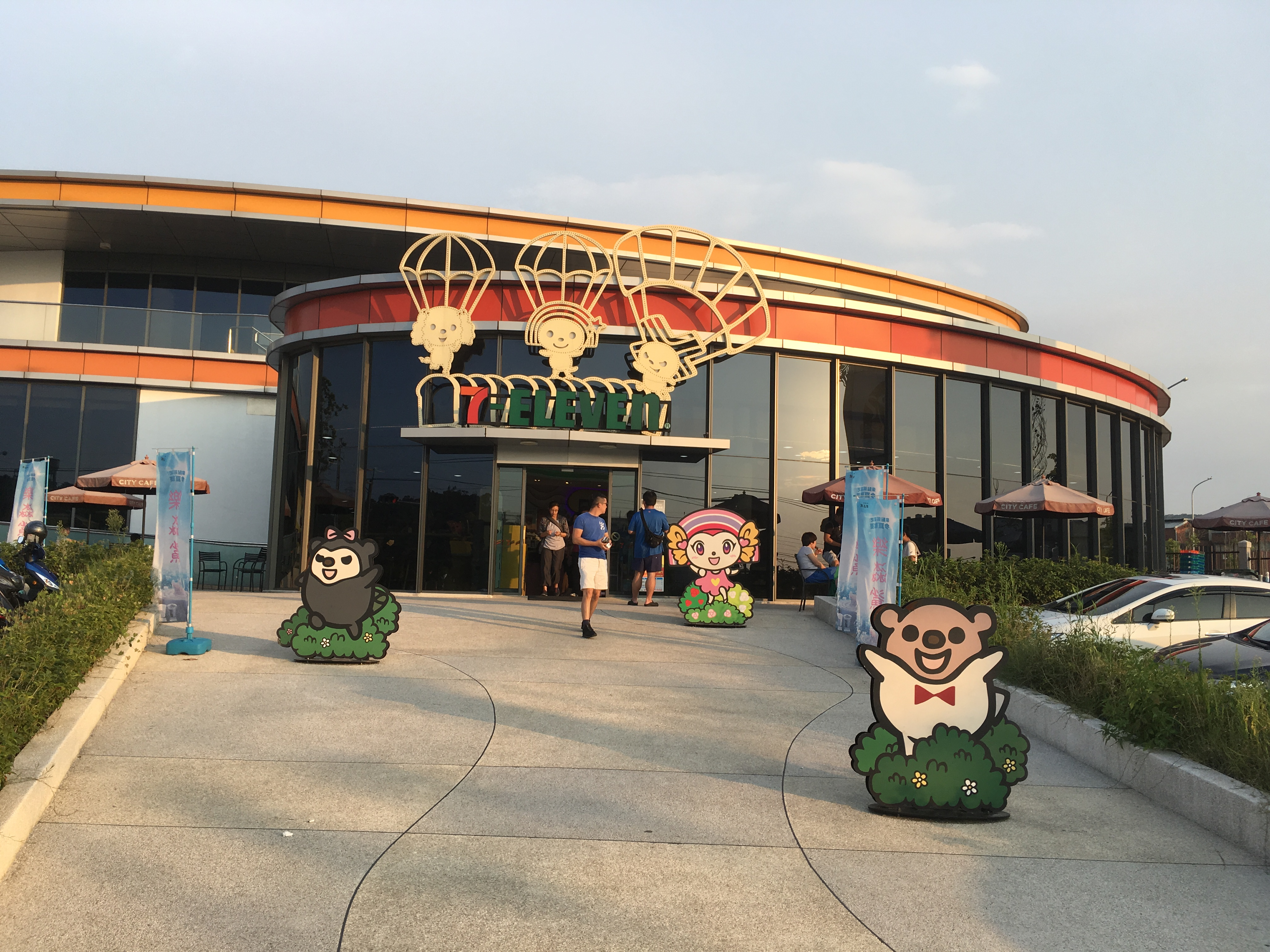
湖口廠旗艦店（新竹県）

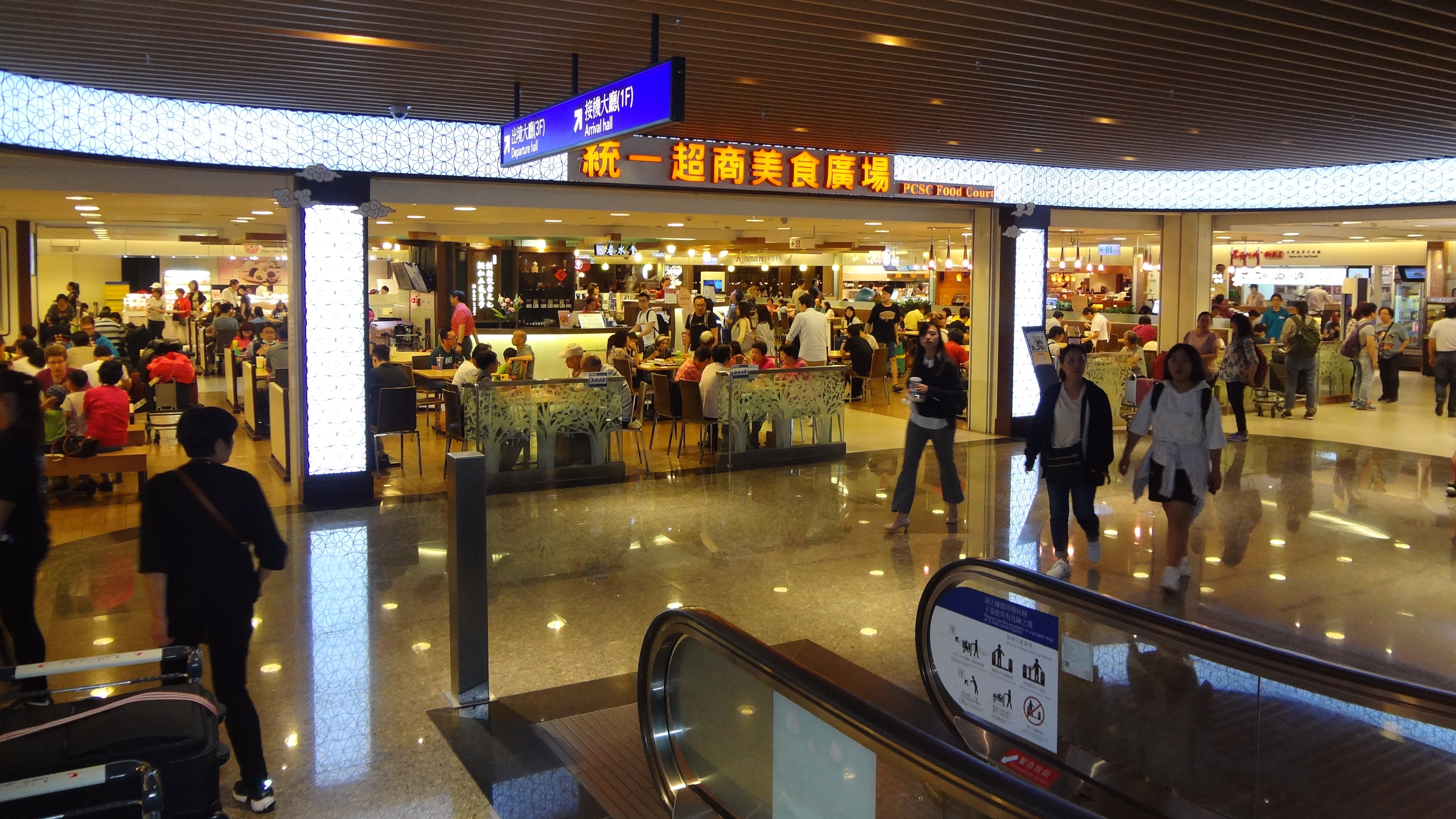
桃園国際空港（T2）の統一超商フードコート（2018年末で撤退）

1999年2月、統一企業は統一ライオンズの本拠地を台南市立野球場とし、それに伴い球場一塁側に「職棒門市」を設けていた。初期はブランドの通り朝7時から午後11時までの営業だったが、要望により朝6時開店となり、シーズン中は1日当たりの売り上げが全国上位10傑に入ることもあった。2004年の第2回世界大学野球選手権大会開催時以降は店舗前の道路が封鎖され、客足が落ち込んだため試合開催日のみの営業となってしまい、2007年に閉店した。
- 校内

国立嘉義大学、朝陽科技大学、国立勤益科技大学、東海大学内校友会館、国立台湾大学内の長星キャンパス、国立台湾科技大学など、国内の主要大学内に店舗を設けている。
- 捷運駅

高雄捷運三多商圈駅の「雄捷門市」などがある。
- 医療機関

嘉義基督教医院、台北市立萬芳医院、長庚紀念医院など に出店している
- 地理極地

2017年時点で標高1,000メートル以上の地点にあるセブンの店舗は10ヶ所あり、嘉義県阿里山郷の阿里山国家森林遊楽園区内には、海抜2,200メートル地点に「神木門市」と海抜2,170メートルの「阿里山門市」、南投県仁愛郷の霧社には海抜2,050メートルの最高加盟店「富嘉門市」を構え、これらが自社の上位3傑となっている。
台湾本島最北端の店舗は新北市石門区の「石門門市」、最西端は台南市安南区の聖南門市（自社のみ）、離島を含めた全国最南端は屏東県の「鵝鑾鼻門市」、全国最北端は連江県東引郷の「東引門市」、全国最西端は金門県烈嶼郷で島内唯一のコンビニ「小金門門市」。2019年に日本のセブンが沖縄県に初出店するまでは、同県の最寄りセブンは台湾の店舗だった。日本セブンの沖縄本島出店後も、石垣島や宮古島からの最寄りは台湾のままとなっている。
| 標高(m) | 店舗名                   | 所在地               | 備考    | 備考                                 |
| ------- | ------------------------ | -------------------- | ------- | ------------------------------------ |
| 2,200   | 神木門市                 | 嘉義県阿里山郷中正村 | [ 83 ]  | 台湾最高地点                         |
| 2,200   | （ハイライフ）阿里山店   | 嘉義県阿里山郷中正村 | [ 93 ]  | 閉店（2005年開店）                   |
| 2,170   | 阿里山門市               | 嘉義県阿里山郷中正村 | [ 83 ]  |                                      |
| 2,052   | （ファミマ）清境雲海店   | 南投県仁愛郷大同村   | [ 94 ]  | 自社国内最高地点。2021年開店         |
| 2,050   | 富嘉門市                 | 南投県仁愛郷大同村   | [ 83 ]  |                                      |
| 1,995   | 梨山門市                 | 台中市和平区梨山里   | [ 95 ]  |                                      |
| 1,983   | （ファミマ）和平梨山店   | 台中市和平区梨山里   | [ 95 ]  | 清境雲海店開店までの自社国内最高地点 |
| 1,780   | 城堡門市                 | 南投県仁愛郷大同村   | [ 83 ]  |                                      |
| 1,753   | （ハイライフ）清境店     | 南投県仁愛鄉大同村   | [ 96 ]  | 閉店                                 |
| 1,750   | 小瑞士門市               | 南投県仁愛郷大同村   | [ 83 ]  |                                      |
| 1,743   | 清境農場                 | 南投県仁愛郷大同村   | [ 97 ]  |                                      |
| 1,735   | 見晴園門市               | 南投県仁愛郷大同村   | [ 98 ]  |                                      |
| 1,680   | 環山門市                 | 台中市和平区平等里   | [ 83 ]  |                                      |
| 1,420   | （ローソン）白樺湖蓼科店 | 長野県北佐久郡立科町 | [ 99 ]  | （参考値）日本最高地点               |
| 1,405   | 奮起湖門市               | 嘉義県竹崎郷中和村   | [ 100 ] |                                      |
| 1,400   | （ハイライフ）石桌店     | 嘉義県竹崎郷中和村   | [ 93 ]  | 閉店（2004年開幕）                   |
| 1,365   | （ファミマ）仁愛高山青店 | 南投県仁愛郷大同村   | [ 101 ] | 梨山店開店までの自社国内最高地点     |
| 1,345   | 南牧野辺山店             | 長野県南佐久郡南牧村 | [ 102 ] | （参考値）セブンの日本最高地点       |
| 1,311   | （ハイライフ）嘉棹店     | 嘉義県竹崎郷中和村   | [ 101 ] | 自社国内最高地点                     |
| 1,300   | 石棹門市                 | 嘉義県竹崎郷中和村   | [ 103 ] |                                      |

- 最大店舗

「蓮営門市」（台南市後壁区）は敷地面積約2,000坪の全国最大だった。売場面積最大の店舗は台北・信義区の「宏泰門市」で約112坪。
- 離島店舗

澎湖、金門、馬祖（連江県）に業界1号店を展開し、業界初の全県市制覇を果たしているほか、小琉球（2000年）、緑島（2005年）、蘭嶼（2014年）などの本土近海の離島にも進出済み。
- 珍名

安安門市（台南市安南区）、のほかに心心門市（新北市板橋区）、仁仁門市（新北市三重区）、嘟嘟門市（台中市北区）、咚咚門市（屏東県恒春鎮）などの畳語がある。統一超商によると、店名はオーナーが自由に決めることができるため、所在地の地名の以外にも付近にカラオケボックスがあることから「台北歓唱門市」と命名したケースや、ジャッキー・チェンのファンだったオーナーの「桃園成龍門市」、ガンダム（現地表記は『高達』）好きが高じた「高達門市」（桃園市楊梅区）などがある。元々歴史的経緯から日本と同名地名は数多く現存するが、中には「軽井沢門市」（桃園市）、「箱根門市」（同）、「台場門市」（台北市）、「大阪門市」（高雄市）など、歴史的脈絡もなく日本と同じ地名を店舗名としているところもある。
- 他

新竹県湖口郷に百億NT$を投じた統一企業の自動生産工場に自社キャラOPENちゃん尽くしのテーマパーク型旗艦店を併設。
他社のキャラクターとのコラボレーション例もあり、2019年に台北でミッキーマウスを主題にしたテーマストアを開店。2020年には店内装飾や商品パッケージをスヌーピー化した主題店を台北に開店したのを皮切りに、翌年には台南と高雄にもスヌーピー店舗を拡大した。
日本の株式会社ポケモンが協力したポケットモンスター遊戯エリア併設の「府中門市」（新北市板橋区）は2021年1月末に開店した。
- 無人店舗

2018年から無人店舗「X-Store」を試験導入していたが、2019年3月に将来の新規出店を中止すると表明した。

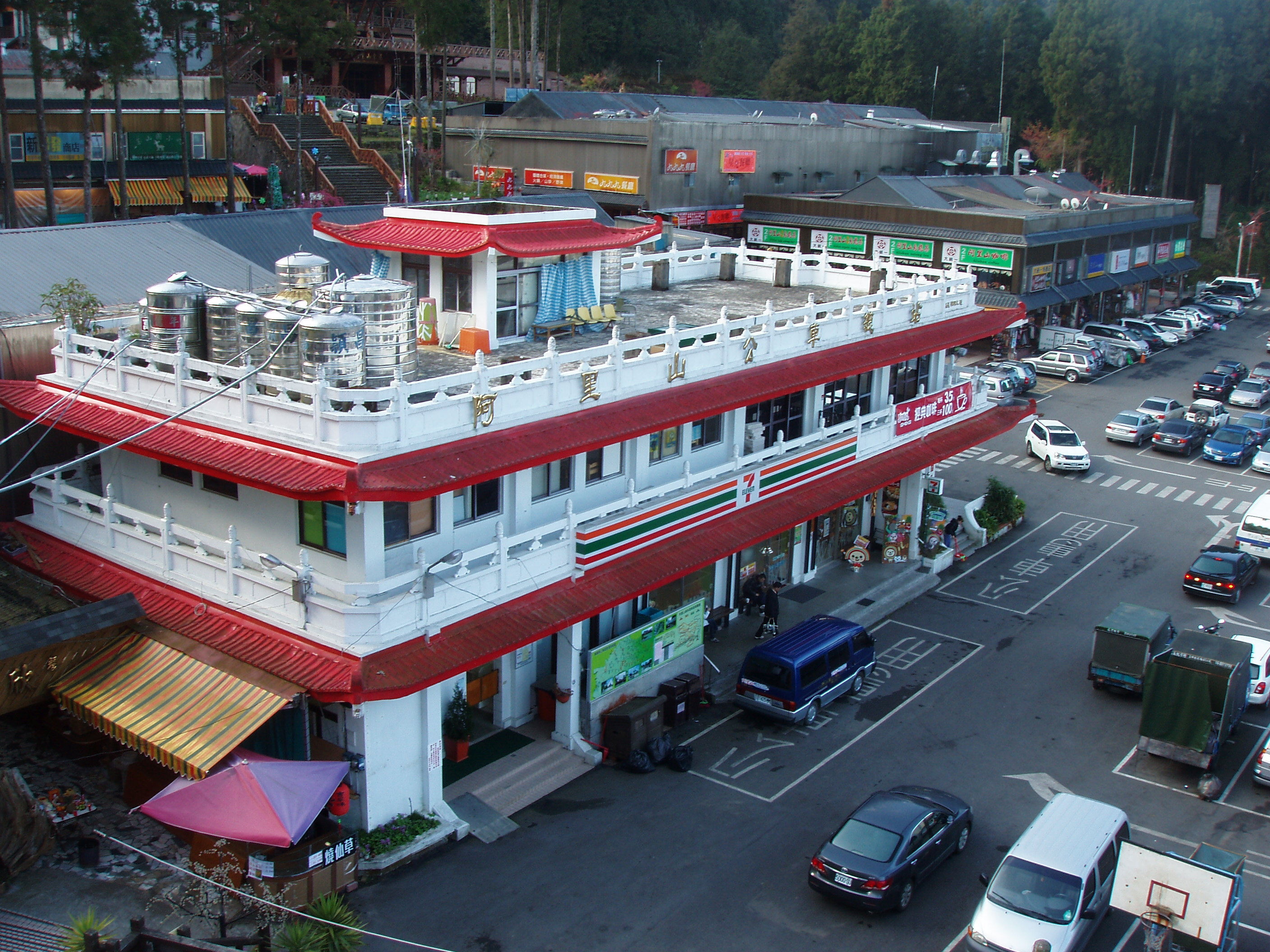
標高2,000メートル超の阿里山にも出店
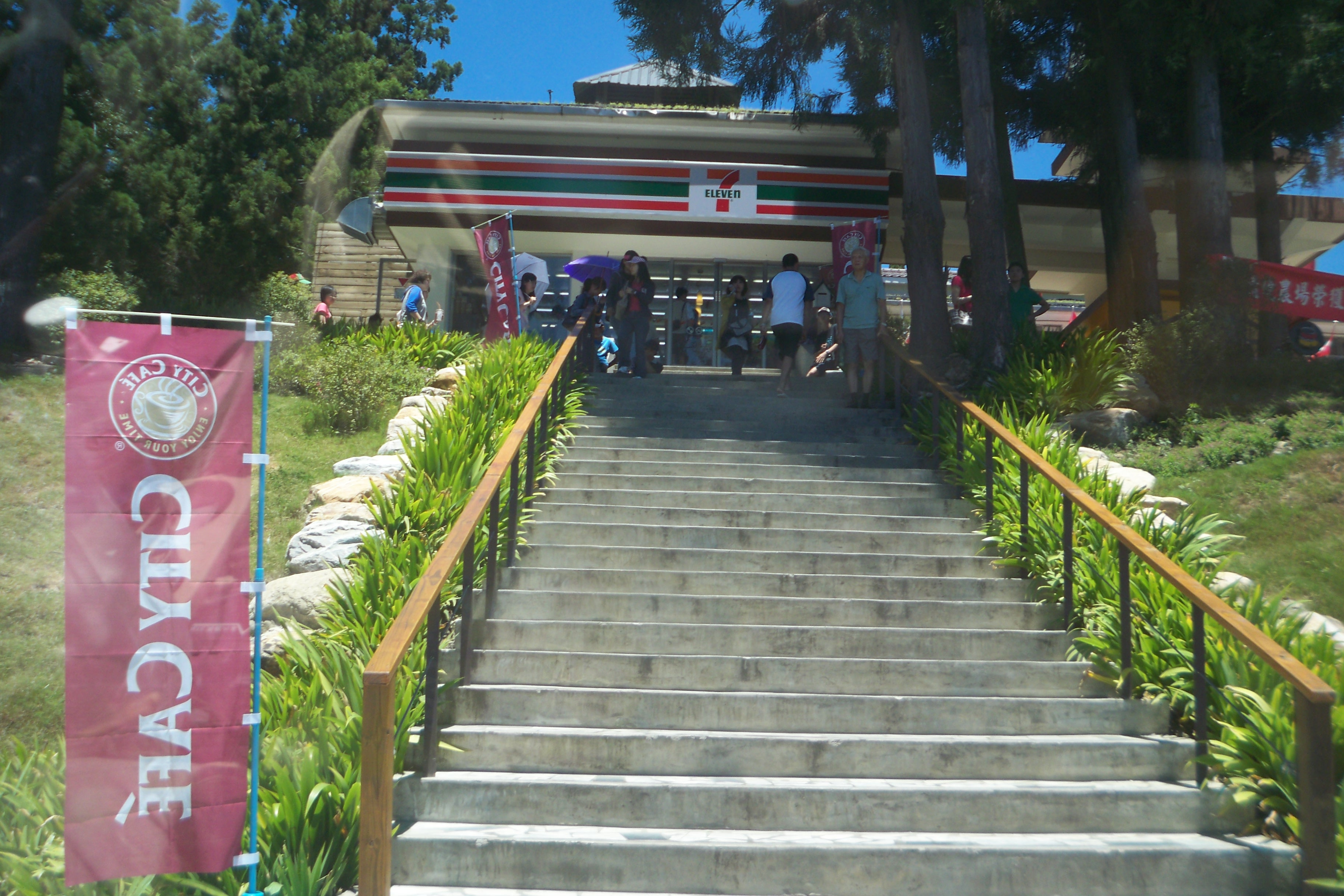
標高1,750メートルの清境農場にある小瑞士門市（南投県）
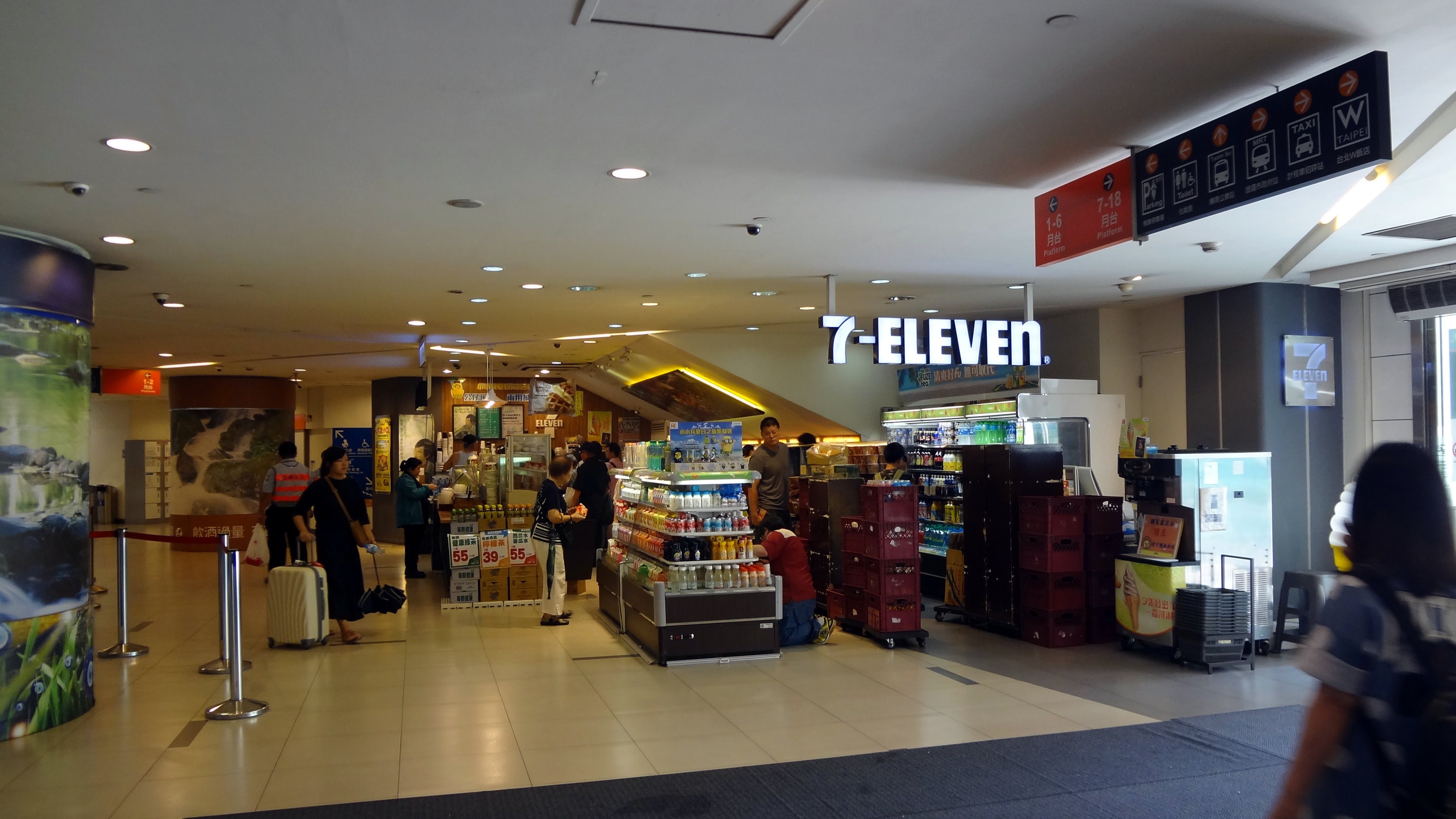
市府転運站併設店舗（台北市）
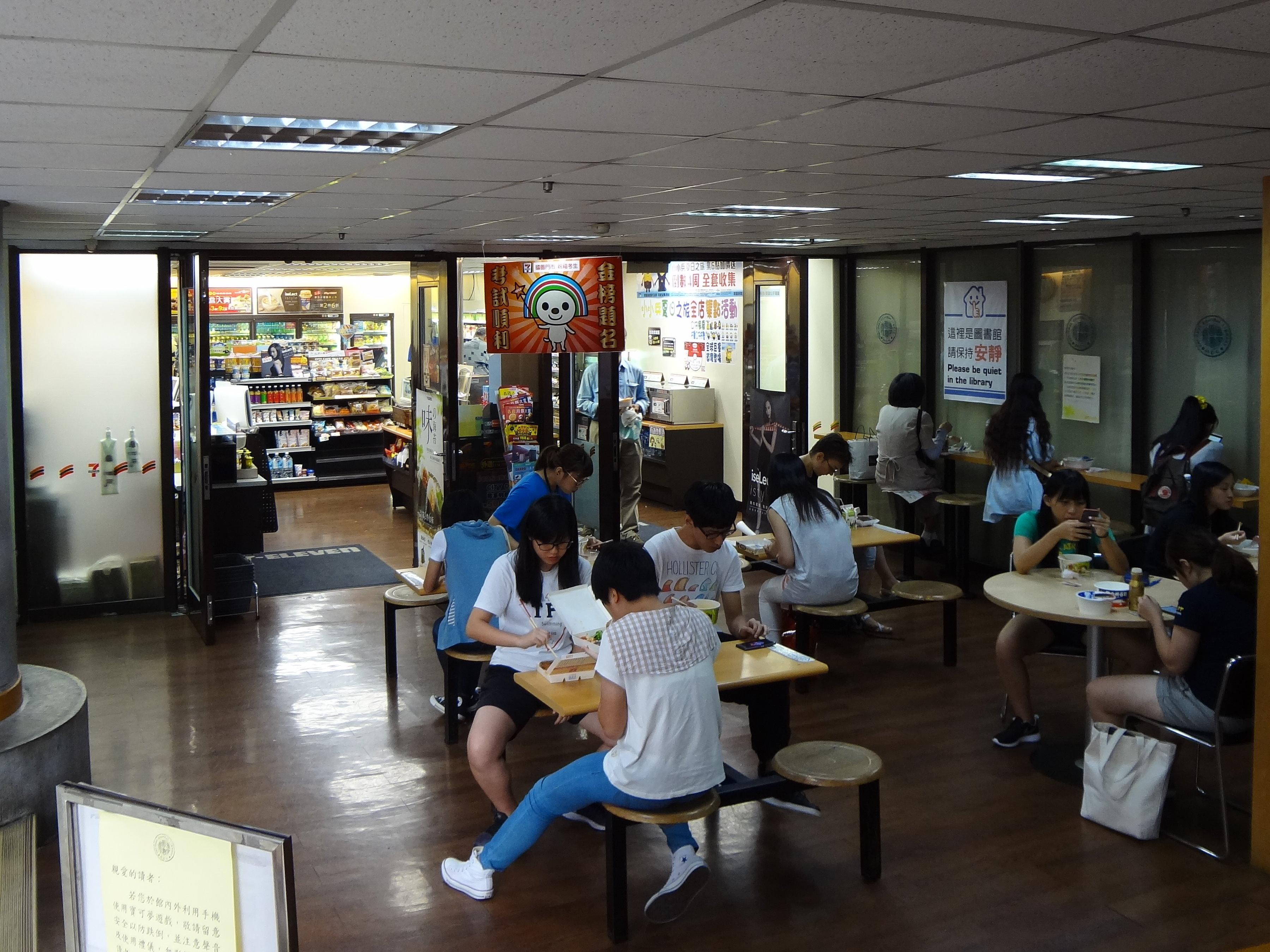
国家図書館併設店舗（台北市）
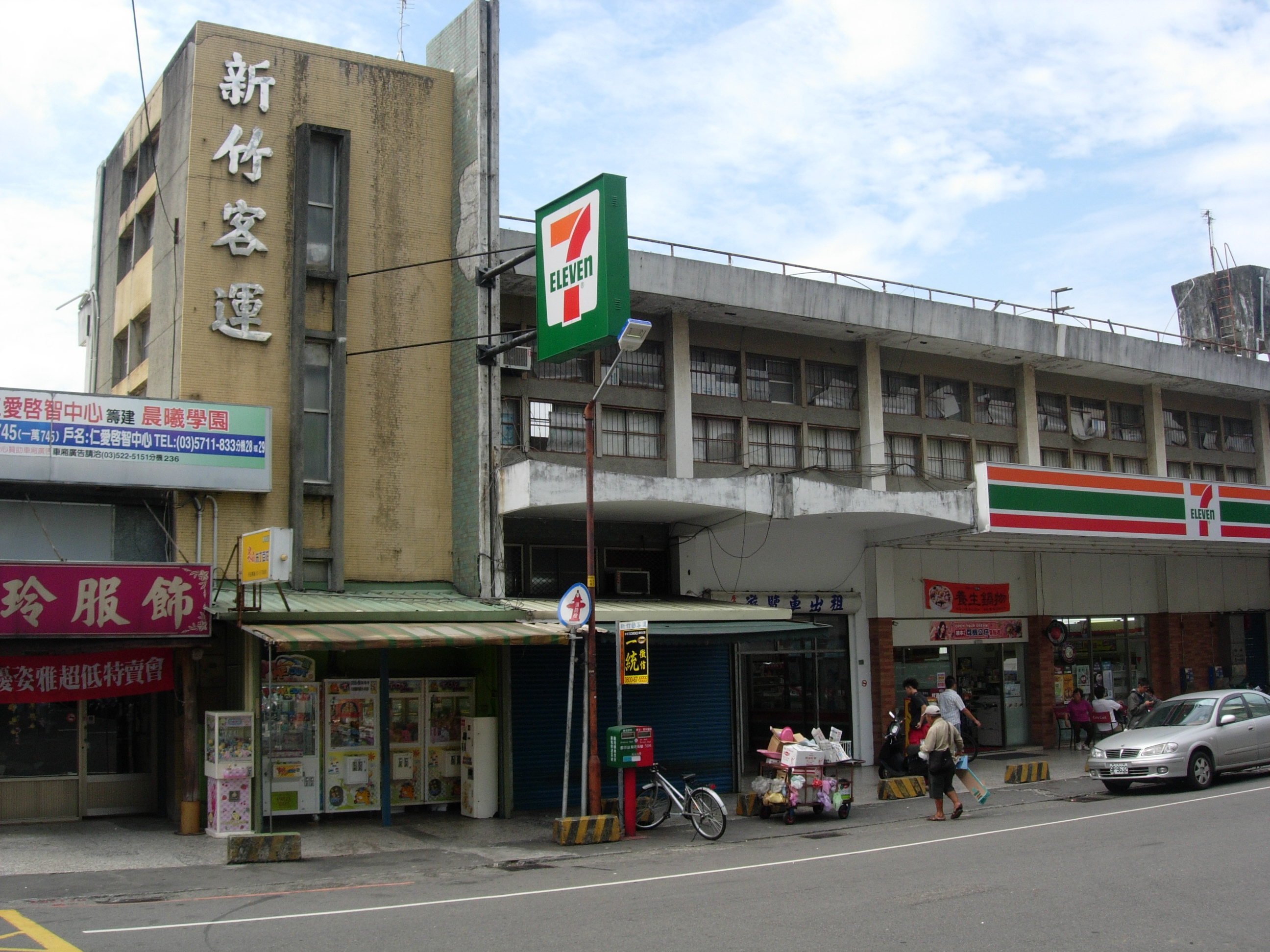
新竹客運関西站併設（新竹県）
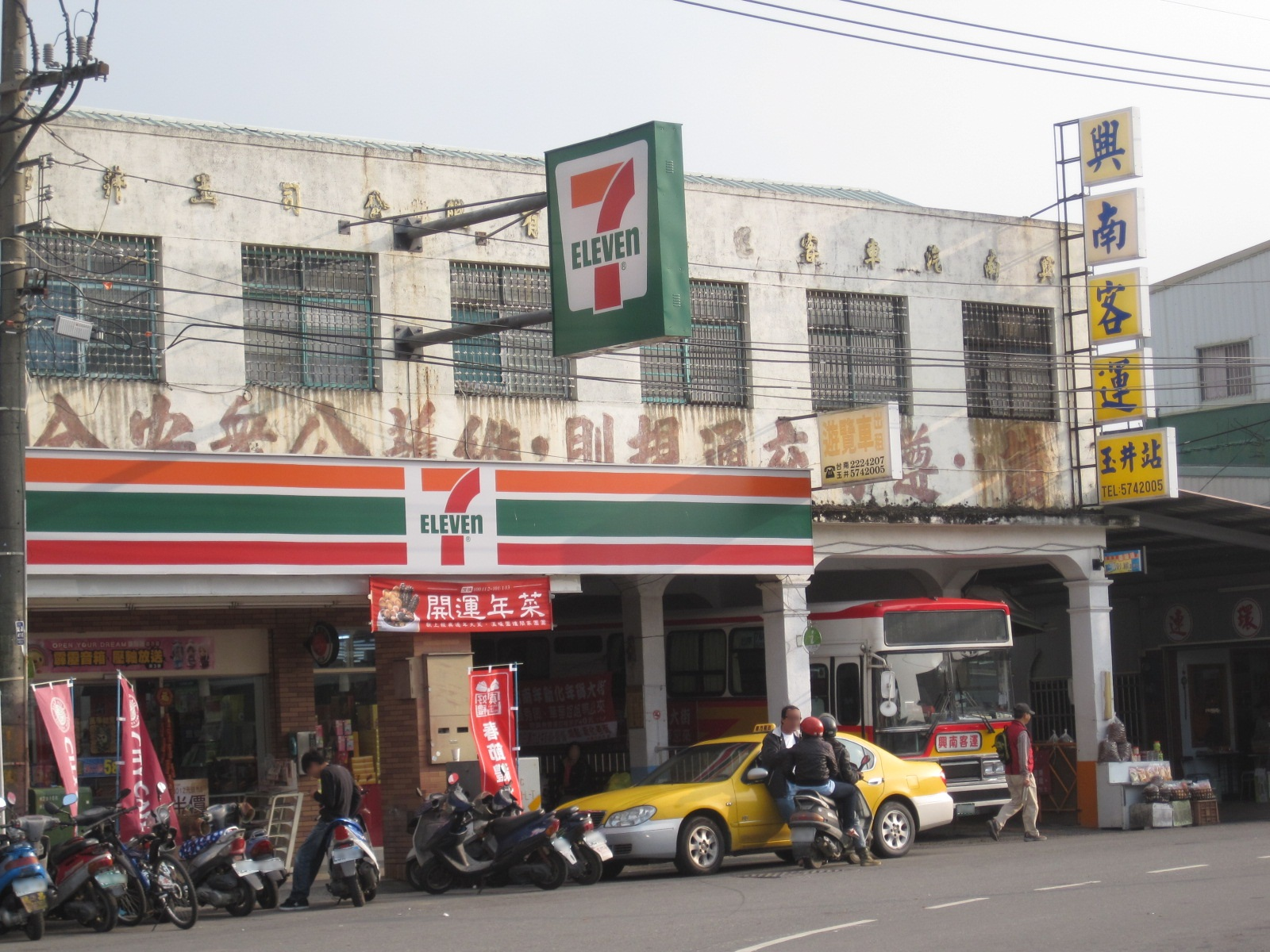
興南客運玉井站併設（台南市）
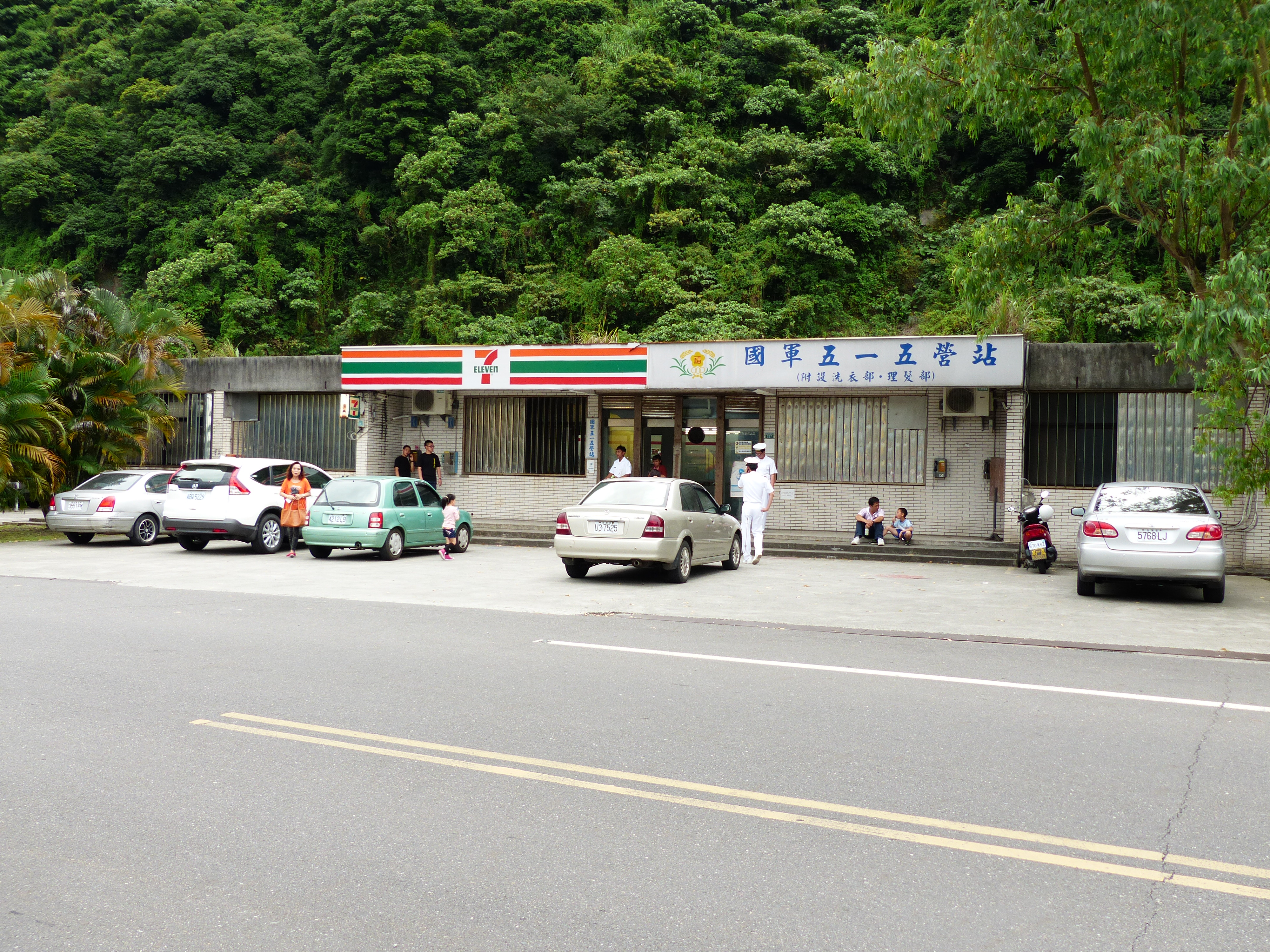
中華民国海軍中正軍港営区内（宜蘭県）
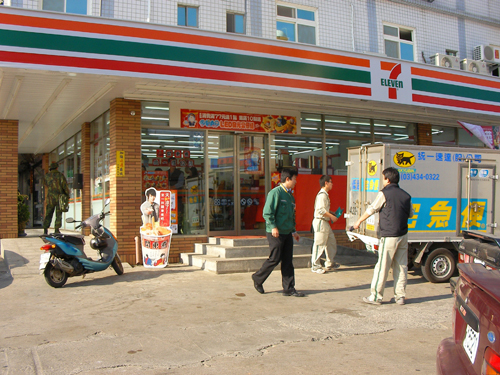
小金門門市（金門県）
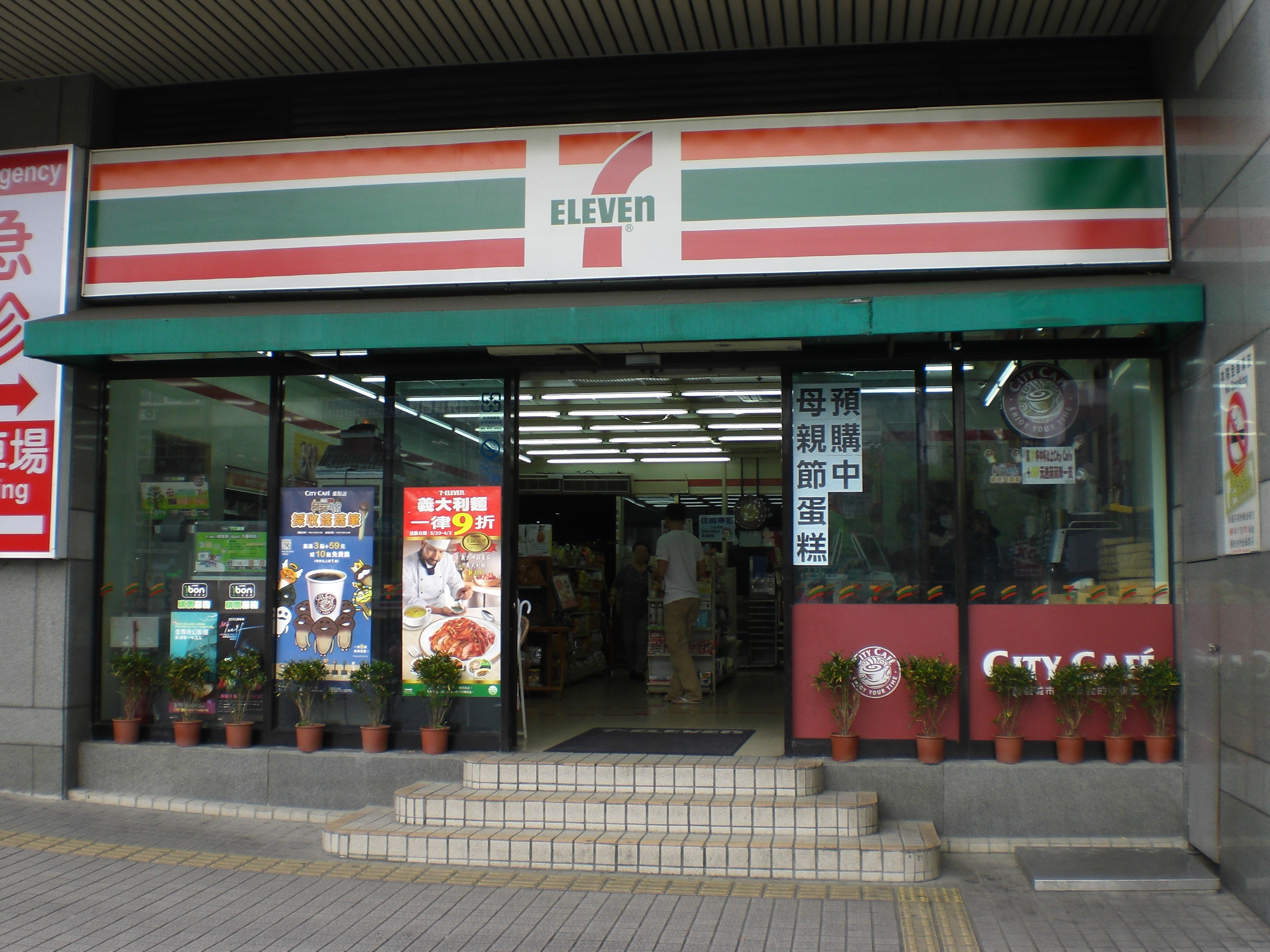
萬芳医院店（台北市）
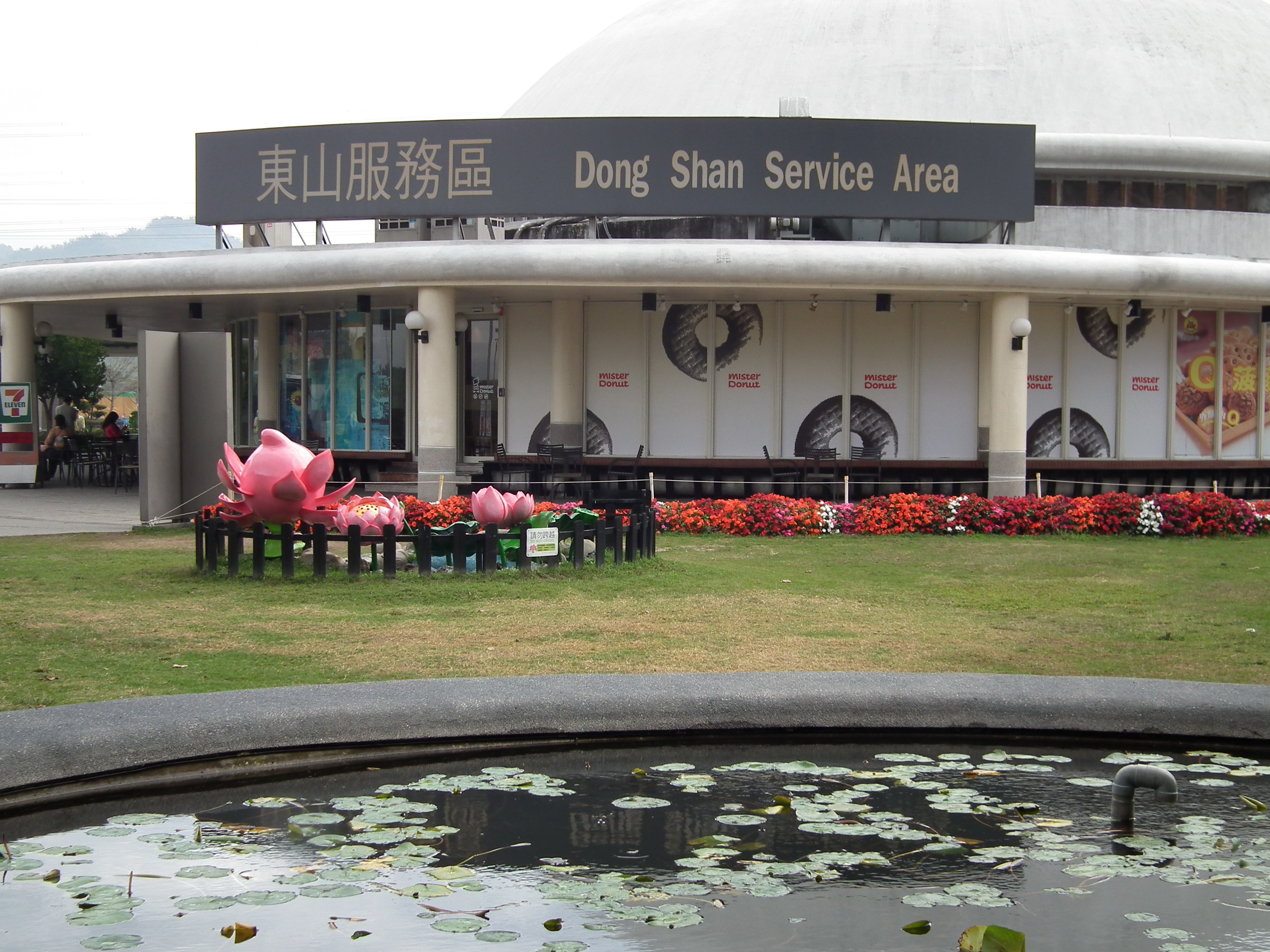
東山SA（台南市）

## マスコット

店内のオープンちゃん掛時計

OPENちゃん（Open小將）は統一超商の公式マスコットで、電通がキャラクター・デザインを担当している。

## 評価
台湾の経済誌「天下雑誌」が行っている「500大サービス業」では2014年からの5年では9位、7位、8位、9位、7位と毎年上位にランクインしている。
また、中国時報グループが2012年以降開催している「台湾服務業大評鑑」でのコンビニ部門では以下のように毎年トップを争い、銀牌の年はファミマが首位を獲得している。
- 2021銅牌[126]
- 2020銀牌[127]
- 2019銀牌[128]
- 2018金牌[129]
- 2017銀牌[130]
- 2016金牌[131]
- 2015銀牌[132]

米国のフォーブスがランク付けをしている「フォーブス・グローバル2000」では以下のようになっている。
- 2021年度が1,827位[133]
- 2019年度が1,803位[134]
- 2017年度が1,647位[135]
- 2016年度が1,832位[136]
- 2014年度が1,844位[137]

大手会計事務所デロイトによる「世界の小売業ランキング」（Global Powers of Retailing）では以下の通り。上位250位内に台湾勢で唯一かつ毎年ランクインしている。
- 2022年度が134位[138]
- 2021年度が142位[139]
- 2020年度が142位[140]
- 2019年度が148位[141]
- 2018年度が154位[142]
- 2017年度が158位[143]
- 2016年度が160位[144]
- 2015年度が156位[145]

### 台湾でのセブンvsファミマ戦争
|                                                                                     |  |
| 2019年夏を境に台鉄の主要駅はセブンから ファミマに衣替えした（画像はいずれも基隆駅） |  |

先述の城中門市（台南市）は自社の台湾本島最西端の店舗として知られるが、対面にファミマの店舗ができたことで最西端の座が奪われた。
同じく2018年の台中市和平区での高度争いでも、ファミマは自社最高海抜高度となる和平梨山店を展開したが、ファミマとセブンが高度差12メートル、距離800メートルでの出店合戦となり、セブン梨山門市が1日早く開店した。
2000年代から台湾鉄路管理局（台鉄）の主要駅にセブンが出店していたが、2019年夏の契約満了時に更新がなされず後釜にはファミマが入居した。
オンラインでの口コミを分析調査する「Dailyview 網路溫度計」では2014年の発表では9項目中6項目でセブンの評価がファミマを上回った。預見雑誌の同年の調査では店舗数だけではなく販売されている食品数でも若干セブンが上回った。コンビニコーヒーだけはでなく、ファミマが先行していたタピオカティーでもセブンが参入している。
セブンは日常的に「小七（シャオチー、拼音: Xiǎo qī、セブンちゃんの意）」と呼ばれるが、批踢踢（台湾最大のネット掲示板）での投稿をきっかけに熱烈なファミマ愛用者からは「7-11」を算数式に見立てた「-4」と呼ばれるようになった。

## 慈善活動
2011年の東日本大震災では世界11か国のセブン-イレブンと共同で義援金募金を行い、日本セブン以外から集まった義援金の約75%にあたる3億円が台湾セブンからだった。

## 関連書籍
- 『統一超商縱橫台灣：厚基組織論』 著者：李仁芳、発行：遠流出版、1995年、ISBN 9573225905
- 『永不打烊的光亮: 7-ELEVEN企業精神』 著者：李文莉、発行、統一超商、1995年、ISBN 9789579948609
- 『臺灣7-ELEVEN創新行銷學』 著者：楊瑪利、発行：天下雑誌、2005年 ISBN 9867561597
- 『融入顧客情境：台灣7-ELEVEN的共好經營學』 著者：張殿文、発行：天下文化、2007年、ISBN 9789864176281

### 註釈
1. ↑  超商という単語はこの統一超級商店に由来する。詳細はコンビニエンスストア#台湾を参照。
2. ↑  馬祖門市は2013年に介寿村に移転
3. ↑  ただし新規出店と統廃合による閉店数の差を考慮しない場合では2020年11月時点で店舗数が6,004に達している[48]。
4. ↑  ミニストップのみ1980年から展開[56]。
5. ↑  ただし、ファミマの方が数ヶ月早く開始した[57]。
6. ↑  日本では一部エリアでの予約済み乗車券のコンビニ現金決済が2017年から開始されたが[59]、予約機能自体はまだ実現していない。
7. ↑  日本と違って駅の券売機や読み取り機では印字機能がない。また、各ICカード会社のアプリを使えばより長期間の履歴を照会できる
8. ↑  職棒は中国語でプロ野球に相当する『職業棒球』の略称。
9. ↑  業界での本島最西端店舗はハイライフ将軍馬沙溝店[86]。
10. ↑  セブンは出店していないが、沖縄ファミリーマートがある[92]。
11. ↑  「ブクブク」に相当する擬態語
12. ↑  「ドンドン」に相当する擬音語
13. ↑  各社の会計年度の違いを調整した2015年度以降を掲載。デロイトの発表年次の2年前の会計年度となっている
14. ↑  香港を含む広東語圏では「七仔」、音訳の「些粉」と呼ばれているほか[154]、香港や中国本土を中心に「七十一（チーシーイー、拼音: Qī shí yī）」と表記される[155]。